# Avalot de les quintes
L'avalot de les quintes que va tenir lloc a Barcelona en 1773 es va iniciar en publicar-se una nova Reial Ordenança de Quintes aprovada en 1770 pel secretari de guerra de Carles III, el comte de Ricla, que obligava a reclutar obligatòriament, per sorteig, a un nombre determinat d'homes durant el segle xviii.

## Antecedents
Les quintes no van ser regulars, sinó esporàdiques, de manera que les revoltes, conflictes i desercions també van ser esporàdiques; ciutats com Sevilla, Cadis i Santander van intentar evitar-les esgrimint els seus privilegis i recorrent a mitjans legals. A Barcelona el motí va ser promogut, com els altres, pels mossos i famílies més afectats per les mesures de la quinta o per les injustícies comeses en el procés de reclutament, però també comptava amb els precedents de les revoltes que va causar la implantació dels Decrets de Nova Planta en 1726. La seva característica fonamental va ser la resistència corporativa de tota la població a la imposició d'un sistema obligatori de reclutament. La falta de voluntaris per a l'exèrcit se suplia així per força, però alguns municipis van aconseguir evitar-la omplint el contingent amb enginy mitjançant batudes de dropos, malfactors i infeliços o mitjançant la compra de soldats. Les rebel·lies també es forjaven a escala individual i els mossos que no podien presentar cap exempció acudien a estratagemes: des de tallar-se un dit fins a simular ser fill de vídua o de pare sexagenari. A vegades el rebuig a les quintes es manifestava a través d'altres procediments com la desaparició de tots els mossos d'un poble, la seva fugida i, fins i tot, la resistència armada, el bandolerisme o l'enfrontament obert. Com que les autoritats municipals recorrien als qui podien ser considerats menys «útils» al bé comú, és a dir, als interessos locals i caciquils, això donava motiu a nombrosos abusos: hi havia fraus, falsificacions, suborns al escrivans o al metge encarregat del tallatge; l'espurna podia esclatar també si aquests funcionaris es negaven a ser subornats. La violència es desencadenava, sobretot, al moment de dur a terme les operacions de tallatge i sorteig; al seu torn aquest ambient de violència era produït pels innombrables fraus que es cometien.

## El motí de Barcelona de 1773
Fins aquell moment el reclutament a Catalunya era voluntari. En 1773, quan el capità general de Catalunya Bernardo O'Connor y O'Phaly va ordenar a les autoritats municipals que confeccionessin l'allistament, van aparèixer pels carrers de Barcelona nombrosos pasquins que incitaven al poble a revoltar-se. El 4 de maig, uns homes van pujar al campanar de la catedral de Barcelona i van tocar a somatent, la qual cosa va alarmar a tota la població; un altre grup d'homes que intentava escapar-se pel «Portal Nou» van ser tirotejats; va haver-hi un mort i onze ferits. Alguns diputats van ser detinguts i empresonats; el bisbe Josep Climent va intercedir pels presos i els amotinats davant Pedro Rodríguez de Campomanes, i això li va costar haver de renunciar al bisbat en 1775.
En 1774 es formà una Junta de Govern amb autoritats locals per tal d'organitzar el reclutament de 1775, però en el sorteig no es va comptar amb Barcelona en el sorteig. Les autoritats van dissimular aquest fet dient que a la resta del Principat es continuava aplicant el sistema de voluntaris pagats en lloc del sorteig.